# Ситамархи (округ)
Ситама́рхи (хинди सीतामढी जिला; англ. Sitamarhi) — округ на севере индийского штата Бихар. Образован 11 декабря 1972 года из части территории округа Музаффарпур. Административный центр — город Ситамархи. По индуистскому преданию город является местом рождения Ситы. Площадь округа — 2199 км². По данным всеиндийской переписи 2001 года население округа составляло 2 682 720 человек. Уровень грамотности взрослого населения составлял 38,46 %, что значительно ниже среднеиндийского уровня (59,5 %).